# Konstantin Bestuzjev-Rjumin

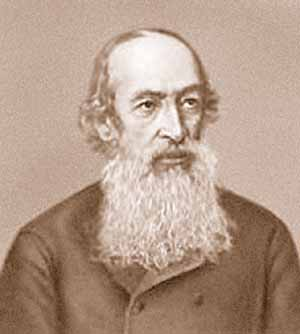
Konstantin Bestuzjev-Rjumin

Konstantin Nikolajevitj Bestuzjev-Rjumin (ryska: Константин Николаевич Бестужев-Рюмин), född 1829 i guvernementet Nizjnij Novgorod, död 1897 i Sankt Petersburg, var en rysk historiker. Han var brorson till Mikhail Pavlovitj Bestuzjev-Rjumin.
Bestuzjev-Rjumin var 1865–1882 professor i Rysslands historia vid Sankt Petersburgs universitet och därjämte 1872–1882 ordförande i slaviska välgörenhetssällskapet. Han invaldes 1872 i ryska vetenskapsakademien.  Han inrättade 1878 i Sankt Petersburg ett slags universitetskurser för kvinnor. Hans mest betydande arbete är en Geschichte Russlands (tre band, 1872–1882; tysk översättning av Theodor Schiemann, 1874 och följande år), som når fram till slutet av 1500-talet och ägnar särskild hänsyn åt folkets liv; inledningen lämnar en noggrann översikt av källorna till ryska historien.